# USS Randolph (CV-15)
La USS Randolph (codici e numeri d'identificazione CV/CVA/CVS-15) è stata una delle 24 portaerei della classe Essex costruite durante la seconda guerra mondiale per l'United States Navy. Fu la seconda nave statunitense a portare questo nome, in onore di Peyton Randolph, presidente del Primo congresso continentale.
L'USS Randolph servì in varie campagne nel teatro di operazioni del Pacifico durante la seconda guerra mondiale, ottenendo tre service star. Durante la battaglia di Okinawa divenne dal 15 maggio 1945 la nave ammiraglia del comandante della Task force 58, ammiraglio Marc Mitscher che nei giorni precedenti era stato costretto ad abbandonare prima la portaerei USS Bunker Hill e poi la portaerei USS Enterprise, entrambe gravemente danneggiate da attacchi kamikaze dell'operazione Kikusui.
Fu radiata poco dopo la fine della guerra, ma nei primi mesi del 1950 fu ammodernata e riattivata come portaerei d'attacco (CVA) e qualche anno più tardi come portaerei antisommergibile (CVS).
Nei primi mesi del 1960 partecipò come una nave appoggio nel salvataggio di due capsule delle missioni spaziali del progetto Mercury, una delle quali era quella di volo orbitale di John Glenn.
Fu dismessa nel 1969 e venduta per la rottamazione nel 1975.